# Grammonota nigriceps
Grammonota nigriceps är en spindelart som beskrevs av Banks 1898. Grammonota nigriceps ingår i släktet Grammonota och familjen täckvävarspindlar. Inga underarter finns listade i Catalogue of Life.